# Luís Armando I, Príncipe de Conti
Luís Armando I de Bourbon, Príncipe de Conti (em francês:  Louis-Armand I de Bourbon, Prince de Conti; Paris, 4 de abril de 1661 - 9 de novembro de 1685), foi um nobre francês membro da Casa de Bourbon e Príncipe de Sangue.
Inicialmente usou o título de Príncipe de La Roche-sur-Yon e, em 1666, com a morte de seu pai, herdou o título de 3.º Príncipe de Conti.

## Biografia
Luís Armando era o filho de Armando de Bourbon (1629-1666), segundo Príncipe de Conti, e da sua mulher, a princesa Ana Maria Martinozzi. Foi batizado em 28 de fevereiro de 1662, sendo chamado de Luís em honra do rei Luís XIV, seu padrinho. A sua madrinha foi a rainha-mãe Ana de Áustria.
Orfão de pai aos 5 anos e de mãe aos 11 anos, é educado na corte do seu tio, o Príncipe de Condé, Luís II, chamado le Grand Condé.
Pequeno, ligeiramente corcunda, com um físico pouco atraente, casa em 16 de janeiro de 1680, com Maria Ana de Bourbon, chamada « a primeira Mademoiselle de Blois », filha legitimada de Luís XIV e de Luísa de La Vallière. O casamento foi celebrado na capela do castelo de Saint-Germain-en-Laye. Após uma noite de núpcias catastrófica, dû aux règles da princesa, o casamento permanece estéril. Desiludido, o príncipe lança-se numa vida de libertinagem, sendo chamado à atenção pelo próprio sogro, o rei Luís XIV.
Em março de 1685, o filho mais velho do Duque de Bulhão, Luís Carlos de La Tour de Auvérnia, obtivera do rei, autorização de servir na Polónia como voluntário. Conti faz o mesmo pedido para o seu jovem irmão, Francisco Luís, e para si próprio. Os dois príncipes chegam a Viena a 1 de junho e a Koman a 13, onde se colocam ao serviço do duque Carlos V da Lorena. Combatem com bravura em Novigrado e Neuhäusel, antes de socorrer a cidade de Gran, cercada pelos Turcos. Regressam à França a 18 de agosto.
Por volta do fim do ano de 1685, a princesa de Conti sofre um violento ataque de varíola. Regressado a França, o seu marido fecha-se com ela para a apoiar durante a doença. Ela recupera da doença, mas Conti contraiu a doença e, em poucos dias vem a falecer. è sepultado no mausoléu dos Condé na igreja de Vallery.
É o seu irmão mais novo, Francisco Luís, que lhe sucede como 4.º Príncipe de Conti.

## Referência
- Este artigo foi inicialmente traduzido, total ou parcialmente, do artigo da Wikipédia em francês cujo título é «Louis-Armand de Bourbon-Conti (1661-1685)».